# Miłości żar (singel Jana Bo)
Miłości żar – singel zespołu Jan Bo pochodzący z czwartego albumu grupy zatytułowanego Miya. Singel ten zawiera dwa utwory. Pierwszy utwór „Miłości żar” jest rockową balladą w wersji prezentowanej w stacjach radiowych. Do utworu powstał teledysk w reżyserii Romana Przylipiaka nakręcony w warszawskim klubie „Radio Luksemburg”. Wśród osób pojawiających się na planie znaleźli się również fani zespołu. Drugim utworem jest kompozycja „Niech wiruje świat”. Kompozytorem i autorem tekstów jest Jan Borysewicz. Wersja radiowa posiada skróconą solówkę gitarową Jana Borysewicza.

## Lista utworów
1. Miłości żar (radio edit) – 3:27, muz. i sł. Jan Borysewicz, (ISRC PLB381000030)
2. Niech wiruje świat – 4:00, muz. i sł. Jan Borysewicz, (ISRC PLB381000022)

## Skład zespołu
- Jan Borysewicz – gitara, śpiew
- Wojciech Pilichowski – gitara basowa
- Kuba Jabłoński – perkusja